# Bahita fratercula
Bahita fratercula är en insektsart som beskrevs av Rauno E. Linnavuori 1959. Bahita fratercula ingår i släktet Bahita och familjen dvärgstritar. Inga underarter finns listade i Catalogue of Life.